# Judith Krantz
Judith Bluma-Gittel Tarcher Krantz (Nueva York, 9 de enero de 1928-Los Ángeles, 22 de junio de 2019) conocida como Judith Krantz, fue una periodista y escritora estadounidense famosa autora de novelas románticas. Sus libros fueron superventas mundiales con 85 millones de copias editadas en cincuenta idiomas y adaptados a miniseries de difusión internacional.

## Biografía
Judith Bluma-Gittel Tarcher nació el 9 de enero de 1928, en la ciudad de Nueva York, hija mayor de los tres hijos de Mary Braeger, una abogada de origen lituano, y Jack D. Tarcher, un ejecutivo de publicidad. Formaba parte de una acomodada familia judía.
Después de egresar de la exclusiva escuela Birch Wathen a los dieciséis años, se inscribió en el Wellesley College. En 1948 se graduó en Wellesley y se mudó a París, donde trabajó en relaciones públicas de moda.

## Carrera

### Revistas
En 1949 regresó a Nueva York, donde comenzó una carrera en periodismo de revistas por casi treinta años. Trabajó en el departamento de ficción en la revista Good Housekeeping antes de ser promovida a editora de moda y tener la oportunidad de escribir varios artículos para la revista.
Luego de dar a luz a su primer hijo en 1957, renunció a su trabajo de tiempo completo, eligiendo escribir a tiempo parcial desde su casa. Escribió diferentes artículos independientes para Maclean's, McCall's, Ladies 'Home Journal y Cosmopolitan. Su artículo más conocido fue «El mito del orgasmo múltiple», que se publicó en Cosmopolitan. Su carrera en esta revista le dio a Krantz la oportunidad de entrevistar a muchas mujeres prominentes.

### Novelas
En 1976, por primera vez desde la universidad, intentó escribir ficción. Aunque su esposo estuvo insistiendo durante años en que era una narradora natural, Krantz creyó que estaba escribiendo el libro simplemente para demostrarle que no podía escribir buena ficción.
Completó su primera novela, Escrúpulos, nueve meses después. El año en que se publicó, 1978, Krantz cumplió cincuenta años. Fue inusual para la época, que los libros no estaban protegidos por derechos de autor con su propio nombre, sino por Steve Krantz Productions. Esa primera novela alcanzó el puesto número uno en la lista de libros más vendidos del New York Times durante más de un año.
Su segunda novela, La princesa Daisy, facturó cinco millones de dólares antes de su publicación. Los derechos de edición en rústica se vendieron por un récord de 3,2 millones de dólares.
Las próximas dos novelas también se convirtieron en las superventas número uno. Más de ochenta millones de copias de sus libros están impresas en más de cincuenta idiomas. Siete de sus novelas también han sido adaptadas para la televisión (como películas o miniserie), con su marido como productor ejecutivo de algunas de ellas.
También escribió una miniserie original para televisión, «Secretos» de Judith Krantz, en 1992.
Algunas características de sus libros eran las opulentas historias de «ricos y famosos»: se incluyen personajes femeninos poderosos, las compras, el lujo, la moda, el diseño, el sexo, las fantasías eróticas, el romance, el glamour y escenarios lujosos.
Krantz fue famosa por su disciplina y rigor, escribía diez mil palabras por semana y pasaba innumerables horas investigando las épocas históricas en las que sus libros estaban ambientados. Sus libros a menudo presentaban mujeres trabajadoras y temas de empoderamiento y logros.
En 2000 publica su autobiografía Sex and Shopping: The Confessions of a Nice Jewish Girl (Sexo y compras: las confesiones de una buena chica judía). La propia Krantz escribió en su autobiografía cómo inicialmente «detestaba» su reputación de «novelista del sexo y las compras», pero finalmente se reconcilió con ella.
«En mi opinión, hay dos cosas en las que las mujeres siempre estarán interesadas: el sexo y las compras», dijo en 1994. «Y si no lo son, han dejado fuera gran parte de la diversión en la vida».

## Vida privada
Conocida familiarmente con los sobrenombres de Judy o Torchy.
Integró la Junta Asesora de Compassion & Choices, una organización dedicada a brindar opciones para los moribundos. En 2006, se unió a la Junta del Centro de Música del Condado de Los Ángeles. También fue miembro del Consejo de The Library Foundation of Los Angeles.
El 19 de febrero de 1954 se casó con Steve Krantz, quien en el futuro sería un afamado productor de cine y televisión.La pareja vivió en Nueva York, Canadá y Francia, estableciéndose en Los Ángeles a fines de los años sesenta. Tuvieron dos hijos, Tony Krantz y Nicholas Krantz. Steve Krantz murió en 2007 de neumonía.
Ávida conocedora de la moda y de las grandes marcas.
Judith Krantz murió el 22 de junio de 2019 en su casa de Bel Air por causas naturales, rodeada de su familia, amigos y perros.

### Trabajos originales de televisión
- «Secretos» de Judith Krantz (miniserie de televisión de 1992, no basada en una novela original)
- Torch Song (1993) (adaptada como una película para televisión en 1993)